# American Song Contest
Het American Song Contest was een eenmalige presentatie en competitie van liedjes, gebaseerd op het Eurovisiesongfestival. De show werd georganiseerd door NBC. Enkele Europese landen, waaronder Duitsland, IJsland, Spanje en Zweden, hadden de uitzendrechten van het festival gekocht. Verder was het festival op het internet te volgen. Aan het songfestival namen alle 50 staten van de VS deel, aangevuld met het federaal district Washington D.C. en vijf territoria.

## Geschiedenis

### Het Eurovisiesongfestival in de VS
Reeds in 1971 werd het Eurovisiesongfestival voor het eerst uitgezonden in de Verenigde Staten. Ook in 2003 en in 2004 kon men in de VS het festival volgen op televisie.
Logo TV zond de finales van het festival van 2016 tot 2018 uit, maar haalde de verhoopte kijkcijfers niet. De jaren nadien kocht Netflix de video on demand-uitzendrechten van het festival. Netflix produceerde zelfs de Eurovisiefilm Eurovision Song Contest: The Story of Fire Saga.

### Het eerste festival
Sinds 2006 waren er al plannen om een Amerikaanse versie te maken van het Eurovisiesongfestival. Nadat Christer Björkman betrokken werd bij het project kwam het in een stroomversnelling.
Het eerste festival zou van start gaan in februari 2021, maar werd uitgesteld vanwege de coronapandemie. Zodoende startte het festival pas echt in 2022. De eerste kwartfinale vond plaats op 21 maart en werd geopend door Yam Haus van Minnesota. Na verschillende voorrondes, twee halve finales en een grote finale werd het lied Wonderland van AleXa, die namens Oklahoma aantrad, uitgeroepen tot winnaar van het festival.

## Regels

### Uitvoerende(n)
Het reglement gaf geen maximaal aantal uitvoerders aan die op het podium mogen staan. Staten en territoria konden deelnemen met een soloartiest, een duo, een band of een dj. Die moesten uiterlijk op 31 december van het jaar van deelname minimaal 16 jaar oud zijn. Er was geen restrictie voor wat betreft hun afkomst van staat, zodat bijvoorbeeld de eerste inzending van Amerikaans-Samoa, Tenelle, geboren en getogen is in Californië.

## Jury
De winnaar van het festival werd bepaald door het geven van punten door iedere deelnemende staat aan hun tien favoriete liedjes. Per staat werd 50% van de punten door een vakjury bepaald en de andere 50% door televoting. Iedere kijker kon via de officiële website, via TikTok of via de NBC-app op het liedje van zijn of haar voorkeur stemmen. Deelnemende staten mochten niet op zichzelf stemmen. Ook de vakjury's mochten geen punten geven aan hun eigen staat. De kritiek hierop was dat de stemmen van kleine staten net zo zwaar wegen als van grote staten terwijl er minder mensen hebben gestemd. Dit systeem wordt ook toegepast bij het Eurovisiesongfestival.
Tijdens de finale werden de staten gegroepeerd in 10 regio's om het geven van de punten sneller te laten gaan. De presentatoren riepen de vertegenwoordiger van elke regio via een satellietverbinding op. Deze gaf de punten door. Daarna verschenen de punten van de televoting op het score-overzicht. Hiertoe werden door de presentator de staten genoemd in de volgorde van het aantal punten dat ze van de vakjury kregen. Degene die de minste punten kreeg werd als eerste genoemd en degene met de meeste punten van de vakjury als laatste.

## Organisatie
Het festival werd georganiseerd door de Amerikaanse zender NBC. Er werd gekozen voor Universal City in Californië als gaststad. 
De festivalfinale werd op maandagavond om 20 uur Eastern Standard Time live uitgezonden. 

## Prijzen
- Best Original Song - bepaald door vakjury en televoting voor de winnaar van het American Song Contest

## Edities
| Jaar | Plaats      | Finale     | Winnende staat | Artiest | Lied       | Taal   |
| ---- | ----------- | ---------- | -------------- | ------- | ---------- | ------ |
| 2022 | Los Angeles | 9 mei 2022 | Oklahoma       | AleXa   | Wonderland | Engels |